# Ubida amochla
Ubida amochla là một loài bướm đêm trong họ Crambidae.